# Pterostylis aquilonia
Pterostylis aquilonia är en orkidéart som beskrevs av David Lloyd Jones och Bruce Gray. Pterostylis aquilonia ingår i släktet Pterostylis och familjen orkidéer.
Artens utbredningsområde är Queensland. Inga underarter finns listade i Catalogue of Life.